# 國王密使系列
國王密使是由美國電腦遊戲公司雪樂山製作的冒險遊戲系列，首作1984年推出。它被認為是冒險遊戲黃金時代中的一隻經典，在首作──第一隻「三維」冒險遊戲──成功後為雪樂山公司帶來了名譽。Roberta Williams，雪樂山公司的創立者及前擁有人，設計了國王密使系列中的所有遊戲。